# Кириченко Тарас Володимирович
Тара́с Володи́мирович Кириче́нко (псевдо: «Тарік»; 26 листопада 1977, Дніпропетровськ — 6 серпня 2016, с.Кримське, Новоайдарський район Луганська область) — молодший сержант Збройних сил України, учасник Війни на сході України. Кавалер ордена «За мужність».

## Життєпис
Тарас Кириченко народився 26 листопада 1977 року в місті Дніпропетровську. У 1997 року закінчив Дніпровський механіко-металургійний технікум, тепер Дніпровський індустріальний коледж. Працював інженером та менеджером. 
Прийшов до військкомату добровольцем, мобілізований на початку 2015 року.
Брав участь у боях за Піски, після демобілізації підписав контракт та повернувся на передову. 
Молодший сержант, виконувач обов'язків командира взводу 9-ї роти 3-го батальйону 93-ї окремої механізованої бригади. 

## Обставини загибелі
Загинув 6 серпня 2016 року поблизу села Кримське (Новоайдарський район Луганська область) внаслідок підриву на міні МОН-90 під час виконання бойового завдання. Від вибуху загинули на місці молодший сержант Євген Садовничий та молодший сержант Дмитро Демуренко, Тарас Кириченко, який йшов третім, помер від поранень у машині «швидкої». 
Похований у місті Дніпро на Краснопільському цвинтарі. Залишилася мати.

## Нагороди
- Орден «За мужність» III ступеня (27 жовтня 2016, посмертно) — нагороджений за особисту мужність і героїзм, виявлені у захисті державного суверенітету та територіальної цілісності України, вірність військовій присязі під час російсько-української війни.[3]